# Салеман (язык)
Салеман (Hatue, Sawai, Saleman, Seleman, Wahai) — находящийся под угрозой исчезновения язык, на котором говорит народ салеман (хатуэ), проживающий на территории залива Салеман на севере центральной части острова Серам, а также в деревнях Беси, Вахай, Пасанеа, Савай и Салеман на Молуккских островах в Индонезии. Названия Saleman и Sawai являются названиями деревень, где на этом языке говорят.
О диалектах сведений нет. Сходство в лексике: 64 % с северным нуаулу и 48 % с южным нуаулу.